# Morpho hercules

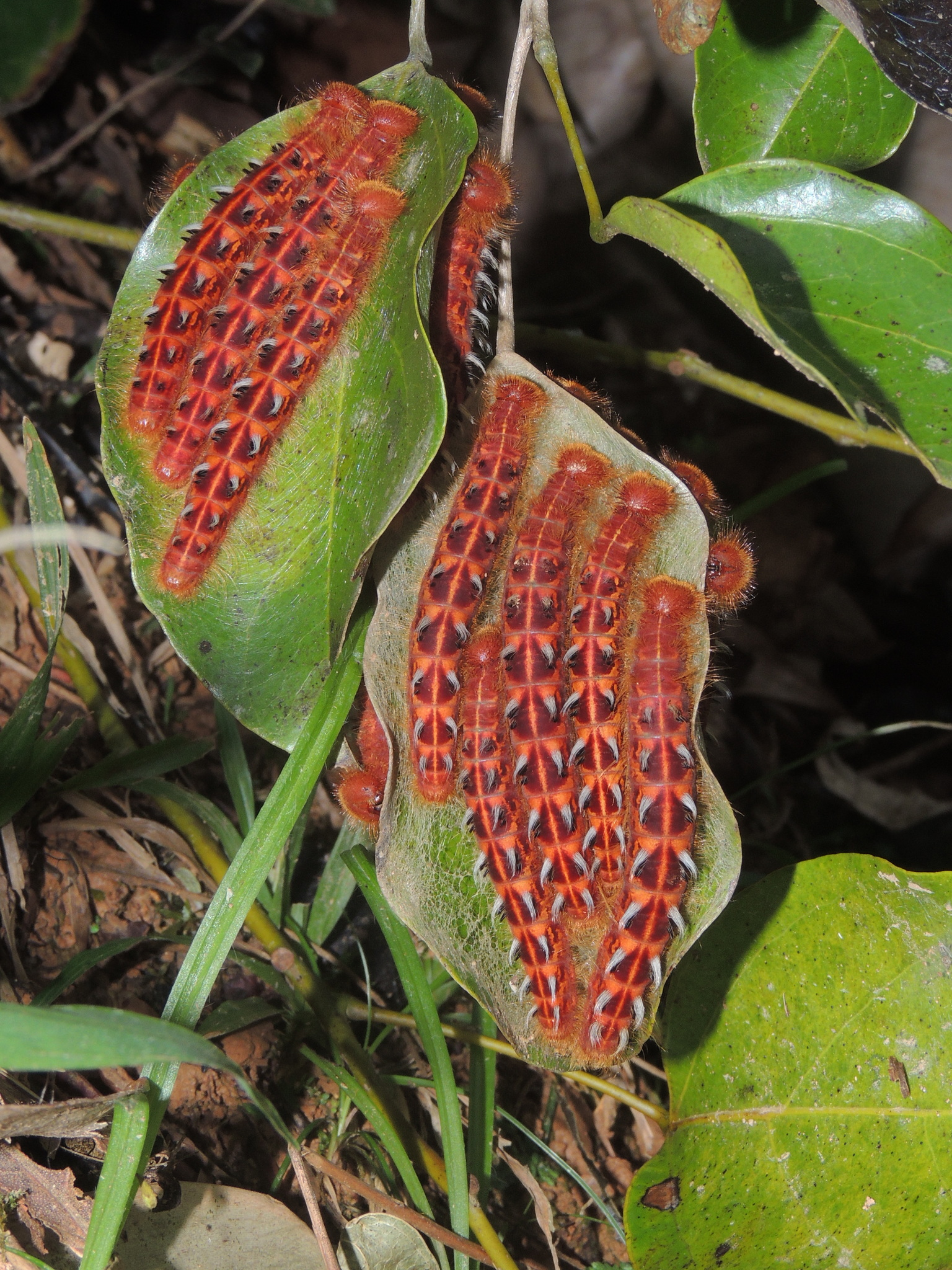
Lagartas de Morpho hercules.

Morpho hercules é uma borboleta neotropical da família Nymphalidae, subfamília Satyrinae e tribo Morphini, descrita em 1823 e nativa do Brasil (Minas Gerais, Espírito Santo, Rio de Janeiro, São Paulo e Santa Catarina) e do Paraguai. Visto por cima, o padrão básico da espécie (macho) apresenta asas de coloração castanho olivácea com duas fileiras de marcações amareladas próximas à margem das asas anteriores e posteriores. Vista por baixo, possui asas de coloração castanha com geralmente seis ocelos em cada par (anterior e posterior - dois na asa anterior e quatro na posterior) de asas. O dimorfismo sexual é pouco acentuado, com as fêmeas menos frequentes. O zoólogo Eurico Santos cita o nome vernáculo de "Boia" para esta espécie, dizendo que a envergadura no macho é de 15 a 17 centímetros e na fêmea é de 17.5 a 18.5 centímetros. Suas lagartas se alimentam de plantas do gênero Abuta (Menispermaceae).

## Hábitos
Adrian Hoskins cita que a maioria das espécies de Morpho passa as manhãs patrulhando trilhas ao longo dos cursos de córregos e rios. Nas tardes quentes e ensolaradas, às vezes, podem ser encontradas absorvendo a umidade da areia, visitando seiva a correr de troncos ou alimentando-se de frutos em fermentação. Eurico Santos afirma que nas florestas da Tijuca e Corcovado M. hercules aparece do fim de janeiro a fim de abril, mas principalmente do fim de fevereiro até março, voando a grande altura.